# Desastre Ferroviário de São Marcos da Serra
O Desastre Ferroviário de São Marcos da Serra foi uma colisão entre um comboio e uma carrinha numa passagem de nível, na localidade de São Marcos da Serra, em Portugal.

## Acidente

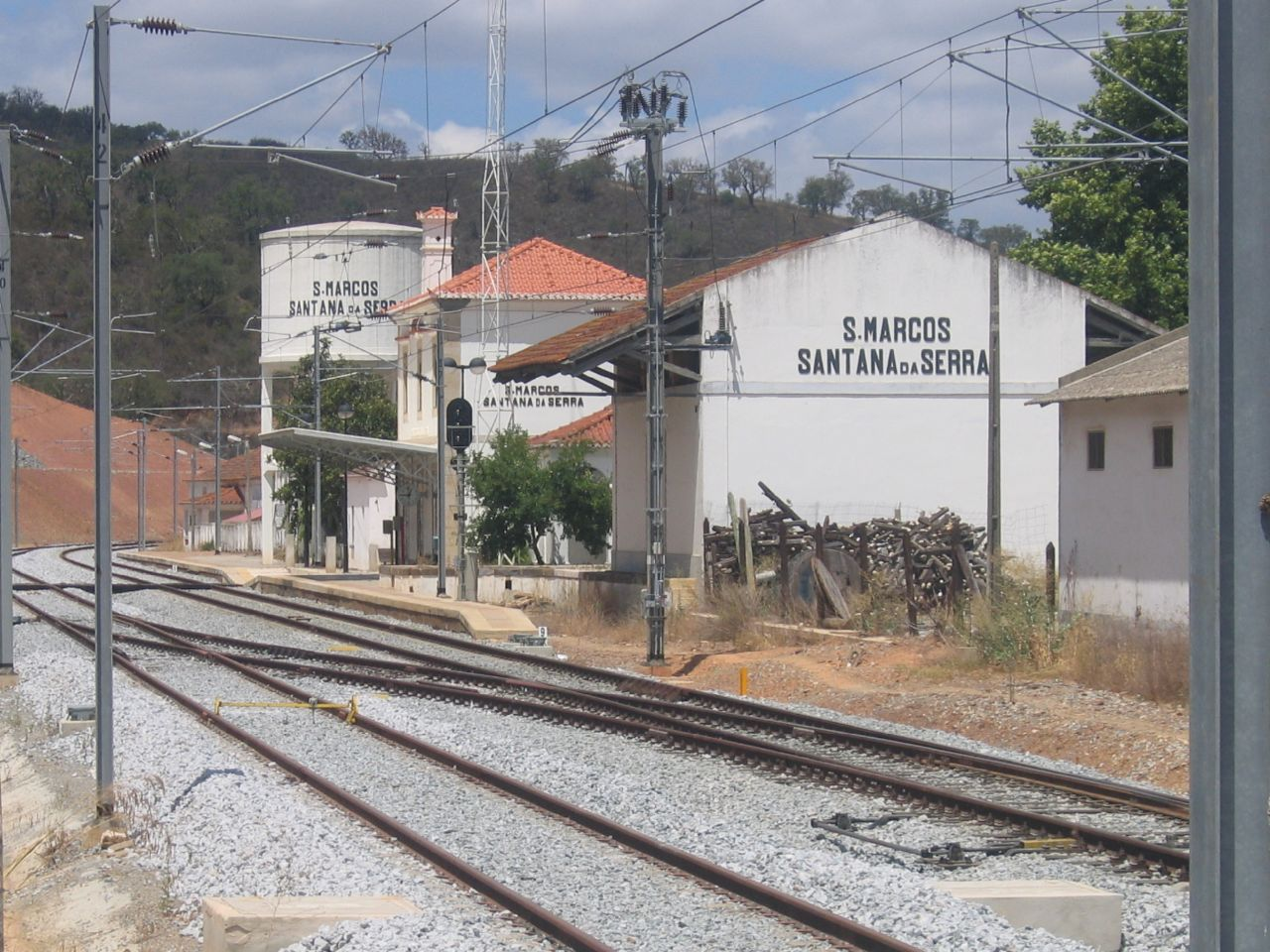
Estação de São Marcos, situada perto do local do acidente.

A colisão deu-se numa passagem de nível sem guarda na zona do Poleirão, em São Marcos da Serra, e envolveu uma carrinha Bedford de transporte escolar e um automotora da empresa Caminhos de Ferro Portugueses. Deste acidente resultou a morte do condutor e de cinco crianças, enquanto que sete alunos ficaram gravemente feridos.

## Consequências
Em 21 de Julho de 1994, o deputado José Manuel Maia do Partido Comunista Português apresentou um requerimento na Assembleia da República sobre os problemas de segurança nas passagens de nível em São Marcos da Serra. Com efeito, a situação das passagens de nível na freguesia tinha atingido um nível preocupante, tendo-se verificado treze vítimas mortais em acidentes deste tipo nos últimos doze anos. Dentro daquele período, também se verificaram outros acidentes, embora de menor gravidade.
Assim, a Junta e a Assembleia da Freguesia, e uma comissão formada pela população, enveredaram esforços no sentido de alertar as autidades competentes sobre a situação, e para reclamar melhores condições de segurança. Foi pedido à operadora Caminhos de Ferro Portugueses que instalasse cancelas ou baias nas duas passagens de nível situadas no interior da localidade, pretensão que não foi aceite pela empresa, alegando que o movimento de veículos não era suficiente para justificar esta medida, que seria de custos muito elevados. Esta explicação foi criticada pelo Partido Comunista Português, devido à importância daquelas duas vias para o trânsito regional, e à localização das passagens de nível, num local em declive e de reduzida visibilidade. Além disso, acusou a operadora de ter dado mais importância aos custos do que às vidas humanas da população local.